# Агоглан (Лачинський район)
Агоглан (азерб. Ağoğlan) — село у Лачинському районі Азербайджану. 
З 1992 по 2020 рік було під Збройні сили Вірменії окупацією і входячи в Кашатазький район невизнаний Нагірно-Карабаська Республіка. 1 грудня 2020 в ході Другої карабаської війни села було звільнено Збройні сили Азербайджану (вірмени трактують це як окупацію).